# قرار مجلس الأمن التابع للأمم المتحدة رقم 468
قرار مجلس الأمن الدولي رقم 468 لعام 1980 بتاريخ 8 مايو يطالب مجلس الأمن فيه إسرائيل (بصفتها القوة المحتلة) بإلغاء الإجراءات غير القانونية و الإبعاد التي اتخذتها ضد رئيسي بلديتي الخليل وحلحول وقاضي الخليل الشرعي.